# Се Хэ
Се Хэ (кит. трад. 謝赫, упр. 谢赫, пиньинь Xiè Hè; V век) — китайский художник-портретист и теоретик живописи V века. Основоположник теоретической эстетики китайской живописи.
Ни одного живописного произведения Се Хэ не сохранилось, и сегодня невозможно представить в какой манере он работал. В истории китайского искусства он прославился не своей живописью, а небольшим теоретическим трактатом.
В эстетической теории китайской живописи, богатой источниками трактат Се Хэ «Заметки о категориях старинной живописи» («Гухуа пиньлу»), является одним из первых трудов, который во многом определил формы дальнейшего развития художественной критики.
В трактате были сформулированы шесть законов живописи (люфа), которые определили направление всего последующего развития эстетики китайской живописи, которая в той или иной форме развивала и комментировала эти шесть законов. В китайскую науку о живописи были введены основные эстетические категории, которыми пользовались все дальнейшие теоретики искусства:
- пинь — класс или категория;
- фа — закон, принцип;
- циюнь — одухотворенный ритм;
- шэндун — живое движение;
- гуфа — структурный метод пользования кистью;
- инъусесян — соответствие изображения объекту;
- цзинъинвэйчжи — размещение частей свитка;
- суйлэйфуцай — соответствие цвета роду вещей;
- чуаньимосе — следование традиции, копирование образцов.

Шесть законов живописи Се Хэ подводили итог предшествующего развития живописи и её теоретического осмысления. Количество законов видимо выбрано не случайно. Возможно влияние буддизма, например учения о шести медитациях, возможна связь с шестью свойствами индийской живописи Саданга, возможно влияние шести линий гексаграмм Книги перемен (И цзин).
Первый закон живописи одухотверенный ритм живого движения циюнь шэндун тесно связан с понятием ци. Так как сам автор не детализирует своё понимание этой категории китайской философии, представление можно получить только по другим современным автору трактовкам. Так поэт и теоретик литературы III века император Цао Пэй писал «В основе литературы лежит ци. Прозрачность и мутность ци зависят от природы. Они не могут быть достигнуты с помощью усилий.» Цзи Кан считал, что талант художника определяется этой категорией. Более конкретна трактовка ци — как основа красоты произведения.
Второй закон гуфа юнби обычно переводят как «структурный метод пользования кистью», подразумевая чисто технический аспект работы с инструментом. Наибольшую трудность в понимании имеет иероглиф гу, который имеет смыслы от кость, остов, основа, структура. Понятие гуфа позднее широко использовалось для обозначения выразительности контурной линии. Но возможна и более глубокая трактовка понятия родственная широкому значению слова основа — основа произведения.
Третий закон «Соответствие формы реальным вещам» и четвёртый закон «Соответствие красок» требуют достоверности изображения. Живописцы того времени считали, что предметам свойственен определенный цвет, не зависящий от освещения и рефлексов.
Пятый закон о композиции свитка только назван, но не разработан Се Хэ.
Шестой закон призывал следовать образцам и копировать старых мастеров.